# Miles O'Keeffe
Miles O'Keeffe, född 20 juni 1954 i Ripley i Tennessee, är en amerikansk skådespelare, som fick sitt genombrott i titelrollen i filmen Tarzan, apmannen (1981).
Under skoltiden spelade O'Keeffe amerikansk fotboll och studerade sedan bland annat psykologi och arbetade en tid i ett fängelse.
Som skådespelare fick han sin debut- och genombrottsroll som Tarzan i John Dereks Tarzan, apmannen (1981), i vilken han spelade mot Bo Derek. Efter det spelade han Ator i den italienska fantasyfilmen Ator - stridsörnen (1982), regisserad av Joe d'Amato. Han upprepade rollen i två uppföljare och medverkade i ett flertal andra italienska filmer under 1980-talet. Han spelade även Sir Gawain mot Sean Connery i Legenden om den gröne riddaren (1983). Under 2000-talet har filmrollerna varit mer sporadiska.